# Szewce (Gdańsk)
Szewce (deutsch Schusterkrug) ist ein ehemaliger Wohnplatz im Danziger Stadtbezirk Wyspa Sobieszewska in der Woiwodschaft Pommern in Polen. Vor der Eingemeindung war er Wohnplatz von Przegalina (Einlage) und Haltepunkt Szewce Gdańskie der Gdańska Kolej Dojazdowa.

## Geographie

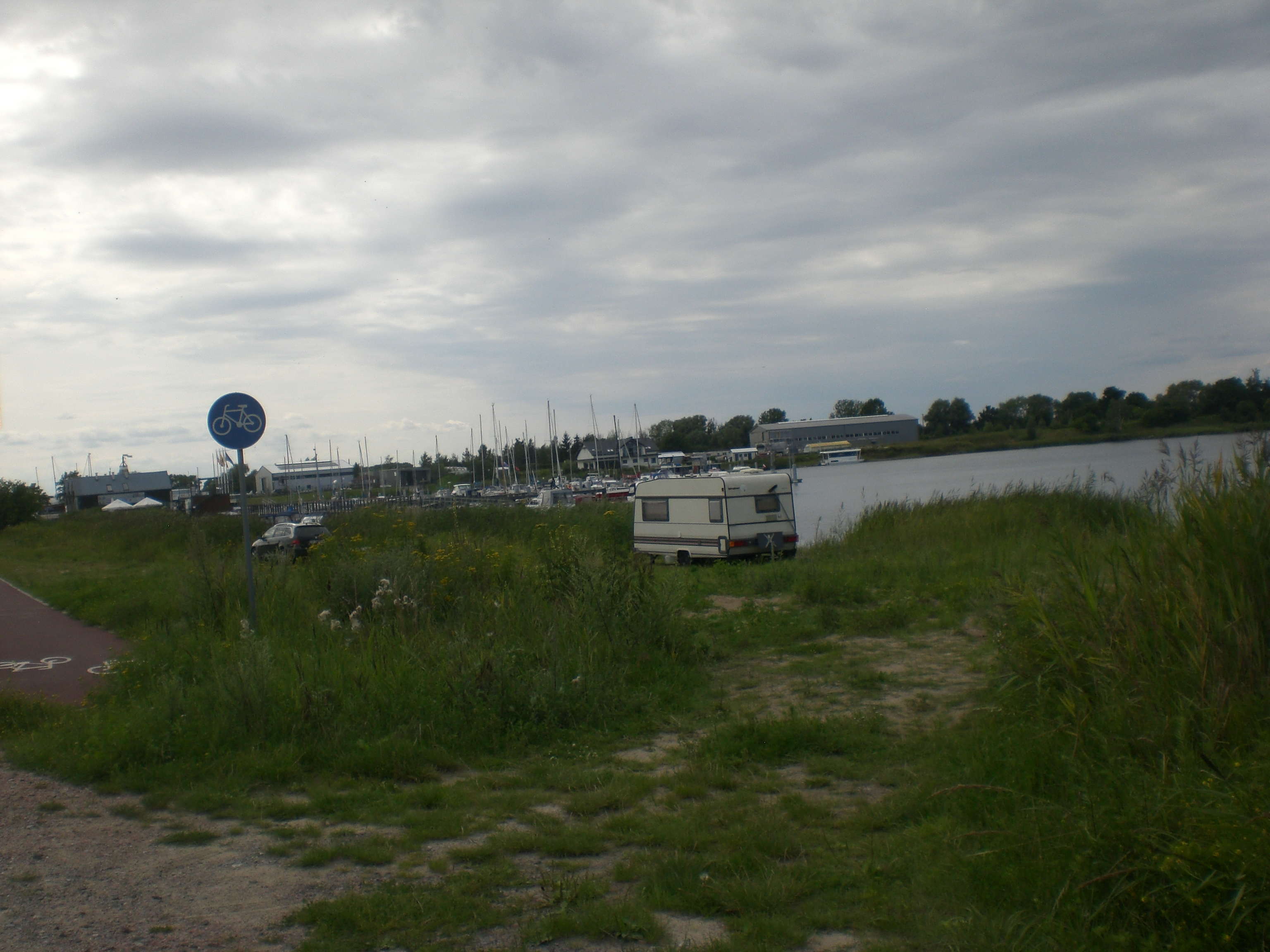
Blick vom ehemaligen Kleinbahnhof, 2023

Der Ort liegt etwa 22 Kilometer östlich der Stadtmitte Danzigs am Weichseldurchstich. Er liegt im Żuławy Wiślane (Weichsel-Nogat-Delta) auf der Südostspitze der Wyspa Sobieszewska (Bohnsacker Insel bzw. Neue Binnennehrung) nahe dem südöstlichsten Punkt des Danziger Stadtgebiets. Im Osten beginnt die Martwa Wisła (Tote Weichsel), im Osten verläuft der Weichseldurchstich. Nachbarorte sind Przegalina im Norden und Błotnik (Schmerblock).

## Geschichte
Krüge hatten neben dem Krugrecht meist die Aufgabe, als Wachhaus für den Deich zu dienen. Mit „Einlage“ wurden Polder bezeichnet, die bei Hochwasser und Eisstau den Druck von den Deichen nahmen. Das Gebiet gehört ab 1454 der Stadt Danzig. Schiewenhorst war ein Stadtdorf, zu dem bis 1563 Einlage gehörte. Vom Danziger Burggrafen Johann Kremer kam das Gebiet an die Familie Brandes und über die Familien Tiedemann und Weickhmann 1784 an den Bürgermeister Johann Bentzmann.
Der Schusterkrug lag unweit des Danziger Haupts, das bis 1657 zur Festung ausgebaut wurde, aber zum Ende des 17. Jahrhunderts geschleift wurde. Mit der ersten Polnischen Teilung wurde das Gebiet 1772 von Preußen annektiert. In den Jahren von 1807 bis 1813 gehörte es zur Republik Danzig. Die Deiche um die Neue sowie die Alte Binnennehrung bei Steegen zogen sich 1885 von Bohnsack bis nach Fischerbabke.
Am 1. Januar 1874 wurde die Kreisordnung für die Provinz Preußen eingeführt, diese wurde vier Jahre später wieder in die Provinzen Ost- und Westpreußen geteilt. Am 25. April 1874 wurde der Amtsbezirk Einlage gebildet. Der Ort Einlage war eine Landgemeinde im Landkreis Danzig (ab 1887 Kreis Danziger Niederung), zu der der Wohnplatz Schusterkrug gehörte. Er hatte 1885 sieben Einwohner. Evangelische waren nach Bohnsack eingepfarrt, Katholiken nach Fürstenwerder.
Mit dem Weichseldurchstich wurde 1895 die Danziger Weichsel zur „Toten Weichsel“. Eine Wagenfähre beim Schusterkrug verband die Landgemeinden Schmerblock und Schönbaum. Im Jahr 1905 wurde die Schmalspurbahn der Westpreußischen Kleinbahnen eröffnet. Das Gebiet wurde gemäß den Bestimmungen des Friedensvertrags von Versailles am 10. Januar 1920 an die Freie Stadt Danzig abgetreten. Nach dem deutschen Überfall auf Polen kam das Gebiet von 1939 bis 1945 völkerrechtswidrig zum Reichsgau Danzig-Westpreußen und in der Folge des Zweiten Weltkriegs an die Republik Polen. Die deutschen Bewohner wurden vertrieben.
Der Halt Schusterkrug bei Szewce wurde 1945 in Szewce Wąskotorowe und 1948 in Szewce Gdańskie umbenannt. Der Personenverkehr auf der Strecke wurde am 31. Mai 1971 eingestellt und die Gleise 1974 abgebaut. Am 1. Januar 1973 kam das Gebiet bis zum Weichseldurchstich in die Verwaltungsgrenzen der Stadt Danzig. Südlich von Szewce legte das Danziger Fernwärmekraftwerk eine Deponie für Asche und Schlacke an und verfüllte bis 1998 den südlichen Arm der Toten Weichsel. Auf die Gmina Cedry Wielkie entfielen 14, 4 Hektar, auf Danzig 24,1 Hektar. Szewce fiel wüst. Die Deponie wurde 2003 geschlossen und schrittweise rekultiviert. Davor entstand die Marina Błotnik, die zu etwa zwei Fünfteln auf Danziger Gebiet liegt.